# Абстрактный клеточный комплекс
Абстрактный клеточный компле́кс — множество с топологией Александрова, в котором неотрицательное целое число, называемое размерностью, присвоено каждой точке. Понятие используется в цифровой топологии для задач анализа двумерных и трёхмерных цифровых изображений. Комплекс называется «абстрактным» потому, что его точки, называемые «клетками», не являются подмножествами хаусдорфова пространства, как это требуется для клеточных комплексов, применяемых в алгебраической топологии и теории гомотопий.

## История
Сходные конструкции с подобным уровнем общности рассматривались Листингом (1862), Штайницем (1908), Такером (1933), Рейдемейстером (1938).
Штайниц определил абстрактный клеточный комплекс как тройку {\displaystyle C=(E,B,dim)}, где {\displaystyle E} — произвольное множество, {\displaystyle B} — антисимметричное, иррефлексивное и транзитивное бинарное отношение ограничивания между элементами множества {\displaystyle E}, а {\displaystyle dim:E\to \mathbb {N} } — функция, присваивающая неотрицательное число каждому элементу из {\displaystyle E} таким образом, что если {\displaystyle B(a,b)}, то справедливо: {\displaystyle dim(a)<dim(b)}. «Клеточный комплекс» в определении Уайтхеда (1939) требует отделимости пространства и гомеоморфность клеток единичному евклидову кубу соответствующей размерности, в дальнейшем используя эту конструкцию для определения CW-комплекса. Александров в книге «Комбинаторная топология» (1941, первое издание вышло в 1947 году), определяя «клеточный комплекс», наложил требования наличия в комплексе противоположной клетки и определённости коэффициента инцидентности между каждой парой клеток соседних размерностей (тем самым максимально приблизив к симплициальному комплексу).
С 1989 года абстрактные комплексы в определении Штайница используются в исследованиях проблематики компьютерного анализа изображений.

## Свойства
Топология абстрактных комплексов основана на частичном порядке на множестве его точек или клеток. В отличие от симплициального комплекса, элементы абстрактного комплекса не являются симплексами, в частности, {\displaystyle n}-мерный элемент абстрактного комплекса не обязательно имеет {\displaystyle n+1} нульмерных сторон и не каждое подмножество множества нульмерных сторон является клеткой. Благодаря этому понятие абстрактного клеточного комплекса может быть применено к двух- и трёхмерным решёткам, широко используемым в обработке изображений, тогда как для симплициального комплекса это невозможно. В абстрактном комплексе можно ввести координаты, потому что существуют несимплициальные комплексы, являющиеся декартовыми произведениями таких «линейных» связных одномерных комплексов, в которых каждая (кроме двух) нульмерная клетка ограничивает ровно две одномерные клетки. Только декартовы комплексы позволяют ввести такие координаты, что каждая клетка имеет набор координат и две различные клетки имеют всегда разные наборы координат. Набор координат может служить «именем» (идентификатором) клетки, что важно для обработки комплексов. Абстрактные комплексы позволяют кроме того ввести классическую топологию (топологию Александрова) в решётки, которые служат основой обработки изображений, благодаря чему становится возможным дать точные определения топологических понятий связности и границы подмножества. Размерность клеток определяется в общем случае иначе, чем в симплициальных комплексах.
Основное отличие от клеточных комплексов, применяемых в алгебраической топологии в том, что абстрактный комплекс не накладывает требований к отделимости пространства. Это важно для работы с компьютером, которому невозможно предъявить недискретные отделимые пространства.